# Monteils (Tarn-et-Garonne)
Monteils é uma comuna francesa na região administrativa de Occitânia, no departamento de Tarn-et-Garonne. Estende-se por uma área de 12,08 km². Em 2010 a comuna tinha 1 444 habitantes (densidade: 119,5 hab./km²).